# Mistrzostwa Afryki w Piłce Siatkowej Mężczyzn 1999
XII Mistrzostwa Afryki w piłce siatkowej mężczyzn odbyły w Kairze w Egipcie.  W mistrzostwach wystartowało 6 reprezentacji. Reprezentacja Tunezji zdobyła swój siódmy złoty medal mistrzostw Afryki w historii.

## Klasyfikacja końcowa
| Miejsce | Reprezentacja |
| ------- | ------------- |
|         | Tunezja       |
|         | Egipt         |
|         | Algieria      |
| 4.      | Kamerun       |
| 5.      | Maroko        |
| 6.      | Ghana         |